# Nguru (Nigéria)
Nguru (ou N'Gourou) é uma Área de governo local no Yobe (estado), Nigéria. Sua sede está na cidade de Nguru perto do rio Hadejia em 12° 52′ 45″ N, 10° 27′ 09″ L.
Tem uma área de 916 km² e uma população de 150.632 no recenseamento de 2006.
O código postal da área é 630.
A vila provavelmente data em torno do século XV.  Existe uma variedade de tipos de paisagem na área, incluindo a proteção das Terras úmidas de Hadejia-Nguru do lago Nguru, e as "Dunas de areia ", para a área semi-deserta.

## Clima
| Dados climáticos para Nguru, Nigéria (1951–1960, precipitação 1947–1970) | Dados climáticos para Nguru, Nigéria (1951–1960, precipitação 1947–1970) | Dados climáticos para Nguru, Nigéria (1951–1960, precipitação 1947–1970) | Dados climáticos para Nguru, Nigéria (1951–1960, precipitação 1947–1970) | Dados climáticos para Nguru, Nigéria (1951–1960, precipitação 1947–1970) | Dados climáticos para Nguru, Nigéria (1951–1960, precipitação 1947–1970) | Dados climáticos para Nguru, Nigéria (1951–1960, precipitação 1947–1970) | Dados climáticos para Nguru, Nigéria (1951–1960, precipitação 1947–1970) | Dados climáticos para Nguru, Nigéria (1951–1960, precipitação 1947–1970) | Dados climáticos para Nguru, Nigéria (1951–1960, precipitação 1947–1970) | Dados climáticos para Nguru, Nigéria (1951–1960, precipitação 1947–1970) | Dados climáticos para Nguru, Nigéria (1951–1960, precipitação 1947–1970) | Dados climáticos para Nguru, Nigéria (1951–1960, precipitação 1947–1970) | Dados climáticos para Nguru, Nigéria (1951–1960, precipitação 1947–1970) |
| Mês                                                                      | Jan                                                                      | Fev                                                                      | Mar                                                                      | Abr                                                                      | Mai                                                                      | Jun                                                                      | Jul                                                                      | Ago                                                                      | Set                                                                      | Out                                                                      | Nov                                                                      | Dez                                                                      | Ano                                                                      |
| ------------------------------------------------------------------------ | ------------------------------------------------------------------------ | ------------------------------------------------------------------------ | ------------------------------------------------------------------------ | ------------------------------------------------------------------------ | ------------------------------------------------------------------------ | ------------------------------------------------------------------------ | ------------------------------------------------------------------------ | ------------------------------------------------------------------------ | ------------------------------------------------------------------------ | ------------------------------------------------------------------------ | ------------------------------------------------------------------------ | ------------------------------------------------------------------------ | ------------------------------------------------------------------------ |
| Recorde alta °C (°F)                                                     | 39.0 (102.2)                                                             | 41.0 (105.8)                                                             | 43.0 (109.4)                                                             | 44.0 (111.2)                                                             | 43.5 (110.3)                                                             | 41.5 (106.7)                                                             | 38.5 (101.3)                                                             | 35.5 (95.9)                                                              | 38.0 (100.4)                                                             | 39.5 (103.1)                                                             | 39.0 (102.2)                                                             | 38.0 (100.4)                                                             | 44.0 (111.2)                                                             |
| Média alta °C (°F)                                                       | 31.0 (87.8)                                                              | 33.9 (93)                                                                | 38.0 (100.4)                                                             | 40.1 (104.2)                                                             | 39.2 (102.6)                                                             | 36.8 (98.2)                                                              | 32.4 (90.3)                                                              | 30.6 (87.1)                                                              | 32.4 (90.3)                                                              | 35.9 (96.6)                                                              | 35.2 (95.4)                                                              | 31.4 (88.5)                                                              | 34.7 (94.5)                                                              |
| Média diária °C (°F)                                                     | 21.8 (71.2)                                                              | 24.2 (75.6)                                                              | 28.4 (83.1)                                                              | 30.9 (87.6)                                                              | 31.7 (89.1)                                                              | 30.4 (86.7)                                                              | 27.4 (81.3)                                                              | 26.2 (79.2)                                                              | 27.2 (81)                                                                | 27.9 (82.2)                                                              | 25.9 (78.6)                                                              | 22.4 (72.3)                                                              | 27.0 (80.6)                                                              |
| Média baixa °C (°F)                                                      | 12.7 (54.9)                                                              | 14.4 (57.9)                                                              | 18.9 (66)                                                                | 21.7 (71.1)                                                              | 24.2 (75.6)                                                              | 24.0 (75.2)                                                              | 22.5 (72.5)                                                              | 21.8 (71.2)                                                              | 22.0 (71.6)                                                              | 19.9 (67.8)                                                              | 16.6 (61.9)                                                              | 13.3 (55.9)                                                              | 19.3 (66.7)                                                              |
| Recorde baixa °C (°F)                                                    | 5.5 (41.9)                                                               | 6.0 (42.8)                                                               | 11.0 (51.8)                                                              | 12.0 (53.6)                                                              | 17.0 (62.6)                                                              | 18.0 (64.4)                                                              | 19.0 (66.2)                                                              | 18.0 (64.4)                                                              | 17.0 (62.6)                                                              | 13.5 (56.3)                                                              | 10.5 (50.9)                                                              | 5.0 (41)                                                                 | 5.0 (41)                                                                 |
| Média precipitação mm (pol.)                                             | 0 (0)                                                                    | 0 (0)                                                                    | 0 (0)                                                                    | 2 (0.08)                                                                 | 27 (1.06)                                                                | 65 (2.56)                                                                | 140 (5.51)                                                               | 210 (8.27)                                                               | 83 (3.27)                                                                | 9 (0.35)                                                                 | 2 (0.08)                                                                 | 0 (0)                                                                    | 538 (21.18)                                                              |
| Média de dias de precipitação (≥ 0.3 mm)                                 | 0                                                                        | 0                                                                        | 0                                                                        | 0                                                                        | 3                                                                        | 6                                                                        | 11                                                                       | 15                                                                       | 7                                                                        | 1                                                                        | 0                                                                        | 0                                                                        | 43                                                                       |
| Média umidade relativa (%) (at 07:00 LST)                                | 37                                                                       | 34                                                                       | 32                                                                       | 38                                                                       | 61                                                                       | 74                                                                       | 86                                                                       | 92                                                                       | 91                                                                       | 74                                                                       | 42                                                                       | 40                                                                       | 58                                                                       |
| Fonte: Deutscher Wetterdienst                                            |                                                                          |                                                                          |                                                                          |                                                                          |                                                                          |                                                                          |                                                                          |                                                                          |                                                                          |                                                                          |                                                                          |                                                                          |                                                                          |

## Transporte
Nguru é o terminal da Ferrovia Ocidental da Nigéria.